# André Roussin
André Roussin (Marseille, 22 januari 1911 – Parijs, 3 november 1987) was een Franse toneelschrijver. Hij was tot lid verkozen aan de Académie française op 12 april 1973.
Het werk 'Le Mari, la Femme et la Mort' is onder de titel 'De vrouw, de man en de moord' in 1963 als televisiebewerking uitgevoerd door de Nederlandse Comedie met Mary Dresselhuys en Ko van Dijk jr. in een regie van Fons Rademakers.